# Parque Deportivo de Kai Tak
El Parque Deportivo de Kai Tak es un recinto deportivo multiusos ubicado en la isla de Kowloon, Hong Kong, República Popular China, programado para ser inaugurado el 1 de marzo de 2025. Está ubicado en el lugar que se encontraba el antiguo Aeropuerto Kai Tak, en la zona de estacionamiento de automóviles. Tiene una superficie de alrededor de 28 hectáreas.
Cuando se inaugure, el Parque Deportivo Kai Tak se convertirá en el recinto deportivo más grande de Hong Kong. Su costo de construcción fue de 30 mil millones de dólares de Hong Kong. Entre las instalaciones se encuentra un estadio con techo retráctil y capacidad para 50.000 personas, un centro deportivo cubierto con 10.000 asientos y un campo deportivo público con 5.000 asientos.